# Термезский речной порт
Терме́зский речно́й порт (узб. Termiz daryo bandargohi / Термиз дарё бандаргоҳи) — крупнейший и самый южный речной порт Узбекистана, расположенный на реке Амударья (вторая по длине и крупнейшая по полноводности река в Средней Азии), в юго-восточной части города Термез — самого южного города Узбекистана. Один из немногих речных портов Узбекистана. Является главным пунктом Амударьинской речной флотилии Республики Узбекистан. В основном является грузовым портом. Узбекистан имеет 1100 километров внутренних водных путей, по которым имеют возможность передвигаться небольшие судна, катера, баржи, сухогрузы, теплоходы, пароходы, паромы.

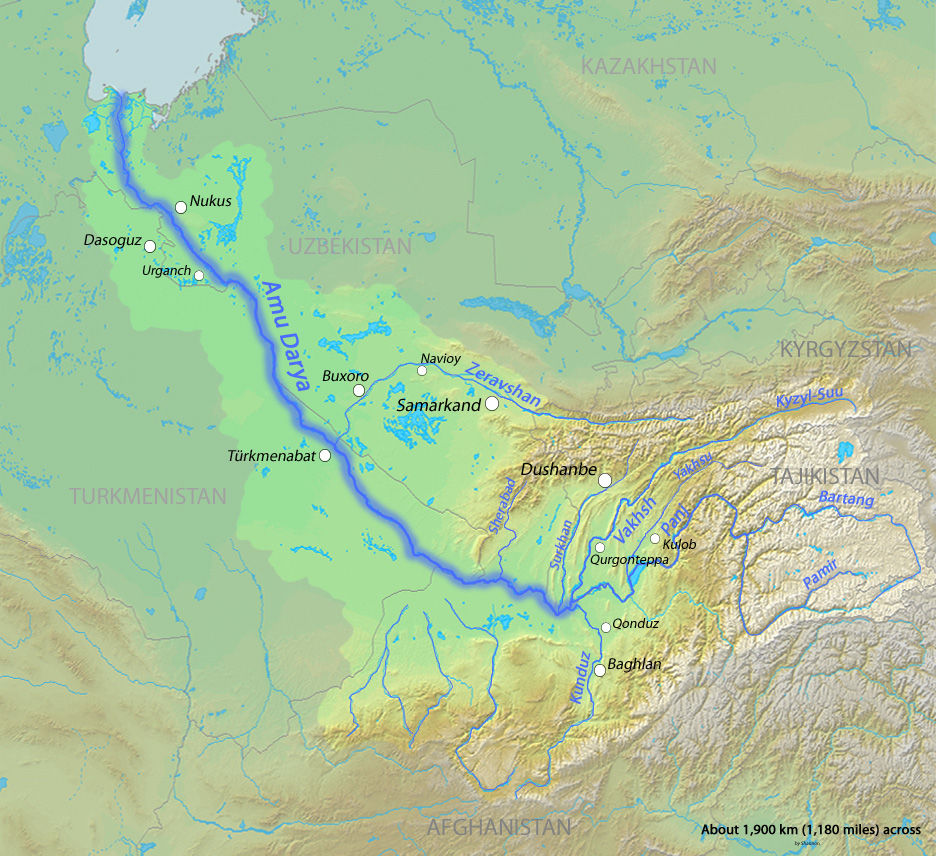
Бассейн Амударьи на карте региона

Современный речной порт Термеза был открыт в советский период, а точнее в 1953 году. До этого периода, в Термезе также существовал порт. Современное устройство порт имеет с 1994 года. Площадь территории порта в начале 2000-х годов составлял свыше 20 га. По данным Национальной энциклопедии Узбекистана, имеет несколько крупных крытых и открытых ангаров и амбаров, где вмещаются грузы от 10 до 100 тыс. тонн. Имеет несколько портовых кранов. Порт обслуживают десятки теплоходов, барж, катеров и другие виды водного транспорта. В начале 2000-х годов, годовой грузопоток порта составлял примерно 600-900 тысяч тонн. Так как порт находится у трансграничной реки Амударья, которая является границей между Республикой Узбекистан и Исламской Республикой Афганистан, порт хорошо охраняется пограничниками Узбекистана из-за возможной опасности от террористов на территории соседнего Афганистана. В нескольких километрах к востоку от порта расположен трансграничный «Мост Дружбы» над Амударьёй, который соединяет узбекистанский Термез с афганским Хайратоном.
Во время неспокойной обстановки в Афганистане порт имел достаточно низкий грузопоток с Афганистаном. Но в последние годы из-за относительного мира на севере Афганистана и улучшения отношений между Узбекистаном и Афганистаном, порт стал играть важную роль в экспорте и импорте товаров из одной страны в другую и обратно. 